# Козівництво

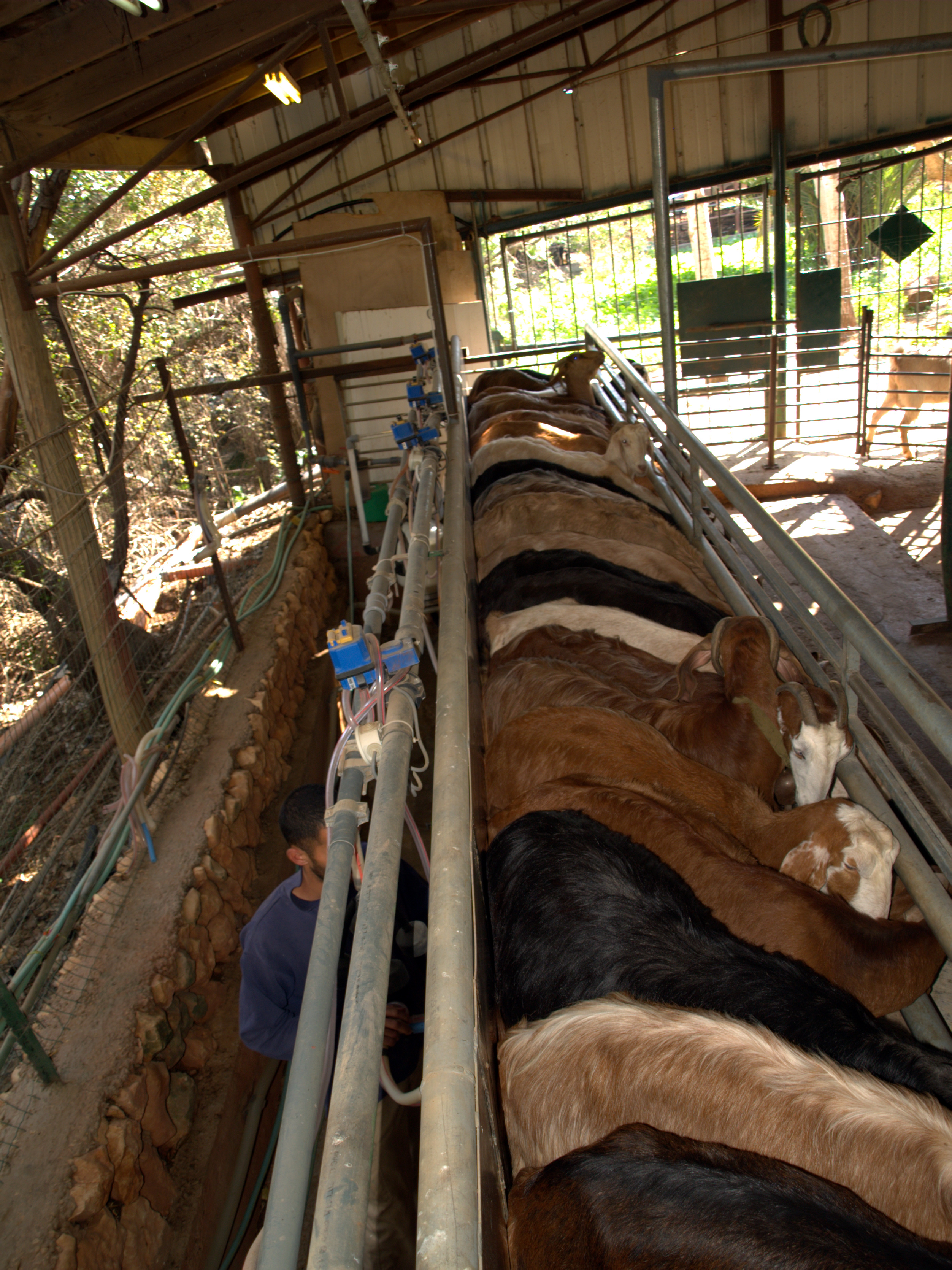
Козоферма в Ізраїлі

Козівни́цтво — галузь тваринництва, яка займається розведенням кіз для одержання молока, м'яса, вовни, пуху, шкір, хутра. Молоко кіз характеризується високим вмістом жиру і білка, бактерицидною дією. З шкір кіз виготовляють шевро, хром, лайку, замшу, сап'ян тощо, а з пуху кіз виготовляють високоякісні легкі тканини, тонкий трикотаж, найкращі сорти фетру, хустки. З тонкої вовни кіз виготовляють технічні тканини, килими, ліжники і трикотаж, а з грубої — вовнові тканини і трикотаж.
Викопні рештки кіз відомі з раннього антропогену.
Предком кози домашньої (араіс) вважають безоарового козла. У Середній Азії коза
домашня відома за декілька тисяч років до нашої ери. В Україні останки кіз домашніх знаходять у трипільських поселеннях. Від них одержували молоко, м'ясо, вовну, пух та шкіри.

## Біологічна характеристика кіз
Коза (англ. Carpa) — рід ссавців родини бичачих, парнокопитних, полорогих, представлена 10 видами. Кози поширені в Європі, Азії, Африці.
Довжина їх тіла 145—180 см, висота в холці 75-115 см, жива маса до 100 кг. Роги у самців великі (довжиною 50-130 см), різної форми, у самок малі. За будовою рогів кіз поділяють на три групи:
- справжні;
- козероги;
- круглорогі кози.

Забарвлення шерсті дуже мінливе. Це стадні, полігамні тварини. Мають досить чітко виражену сезонність розмноження.
Парувальний сезон припадає на осінь. Тривалість вагітності становить 5 місяців (20-24 тижні). У приплоді, як правило, народжується 1-2 (іноді до 5) козенят. Послід відділяється через 1-3 години після родів. Якщо козеня народиться в оболонці, то її необхідно розірвати. Пуповину обрізають на відстані 8-10 см від живота і перев'язують ниткою, змоченою йодом. Підсисний період триває до 4-х місяців. Живляться трав'янистою і дерево-чагарниковою рослинністю.
У молочної кози тонка легка голова, живі очі, вуха середні, тонкі, з тонким волоссям, плоска шия, пряма негостра спина, випуклі ребра, ледь опущені крижі, широкі груди і велике, але не відвисле черево. Ноги у доброї кози міцні, прямі, невисокі, зі здоровими ратицями. Але головне, на що треба звернути увагу, — це вим'я. Воно повинно бути одночасно куле- і конусоподібним, з рівномірно розвиненими молочними долями та середніми за розміром дійками і в доброму, так званому передньому, запасі: у ретельно видоєної тварини на вимені утворюються складки шкіри. Чим запас більший, м'якший і ніжніший, тим коза вважається молочнішою. Слід звертати увагу на молочні вени та колодязь. Молочні вени починаються на вимені і переходять на черево. Там, де молочні вени входять у черевну порожнину, утворюються молочні колодязі. Чим ширші й крупніші вени та колодязі, тим більше молока можна одержати від тварини. Часто кози, які мають довгі дійки, є тугодійними.
Кози більш скоростиглі у порівнянні з вівцями. Статевої зрілості вони досягають у віці 5-7 місяців, але спаровувати можна у віці 1,5 років. Якщо спарувати раніше наприклад в 9 місяців, в 1 рік -це може спричинити великий букет різноманітних хвороб. Тривалість статевої охоти становить 24-48 годин (ознаки охоти — тварина неспокійна і погано їсть, гіперемія і почервоніння зовнішніх статевих органів, енергійне виляння хвостом), а статевого циклу — 18 днів. Коза віком 1 рік може народити козеня. Вагітність у кіз становить близько 150 днів. До родів тварин готують за 10-15 днів. Роди протікають 30-40 хвилин. Перший тиждень козенят годують через 2,5 години. Через 1-2 години після родів козу здоюють. Протягом першого тижня козу доять 5-6 разів на добу, потім поступово переходять на триразове доїння.
Самців можна використовувати у віці 6 місяців, але щоб потомство було здорове треба спаровувати у 1,5 року. Добре вгодовані кози дружньо проявляють статеву охоту, мають високу плодючість і народжують здорових козенят. У теплі осінні дні охота у кіз проявляється сильно, а з настанням холодів різко знижується.
Якщо планують одержувати молодняк для відгодівлі й кіз доїти, то парують їх навесні чи влітку. А якщо планують одержувати ремонтний молодняк, то кіз парують восени з таким розрахунком, щоб козіння проходило навесні, коли є оптимальні умови для вирощування молодняку. Після козіння кози проявляють статеву охоту на 10-14-й день. Щоб одержати приплід два рази протягом року, намагаються не пропустити першу охоту після козіння.
Коза, яка не запліднилась восени, рідко проявляє охоту раніше, ніж восени наступного року. Восени проявляють статеву охоту ті тварини, які дали приплід навесні. У кіз, навіть при чіткому виконанні правил парування, відсоток перегулів маток може становити 15-20. Якість приплоду значною мірою залежить від якості плідника.

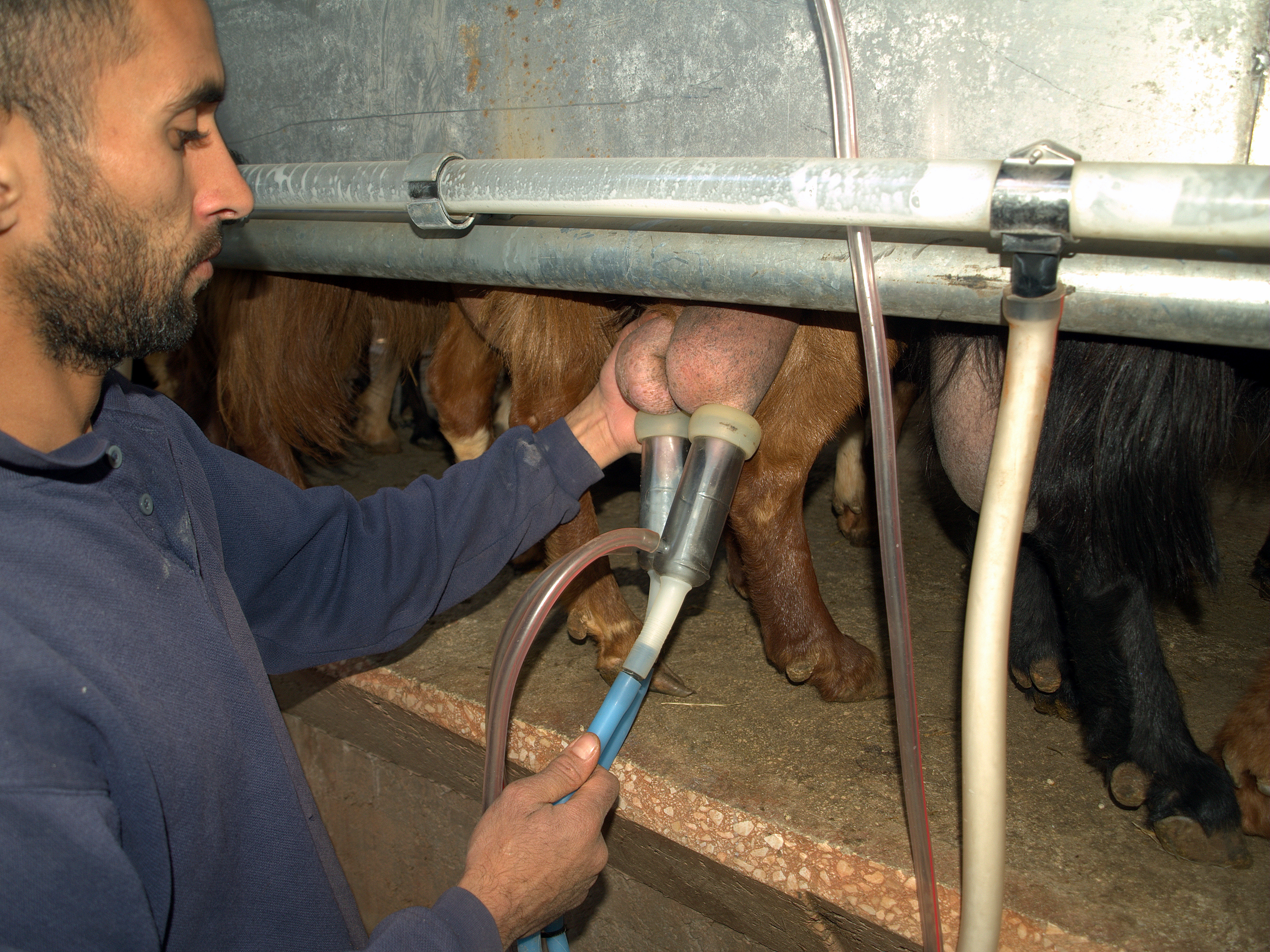
Доїння кіз на одній з ферм в Ізраїлі

Середньорічний надій молока частіше становить 450—550 кг з вмістом жиру 3,8-4,5 %. Лактуючих кіз запускають за 5-6 місяців до окоту. Стрижуть кіз навесні (раз протягом року).
Тривалість життя кіз становить 9-10 років. Кози не хворіють на туберкульоз, тому їх молоко можна споживати зразу після видоювання.

## Годівля

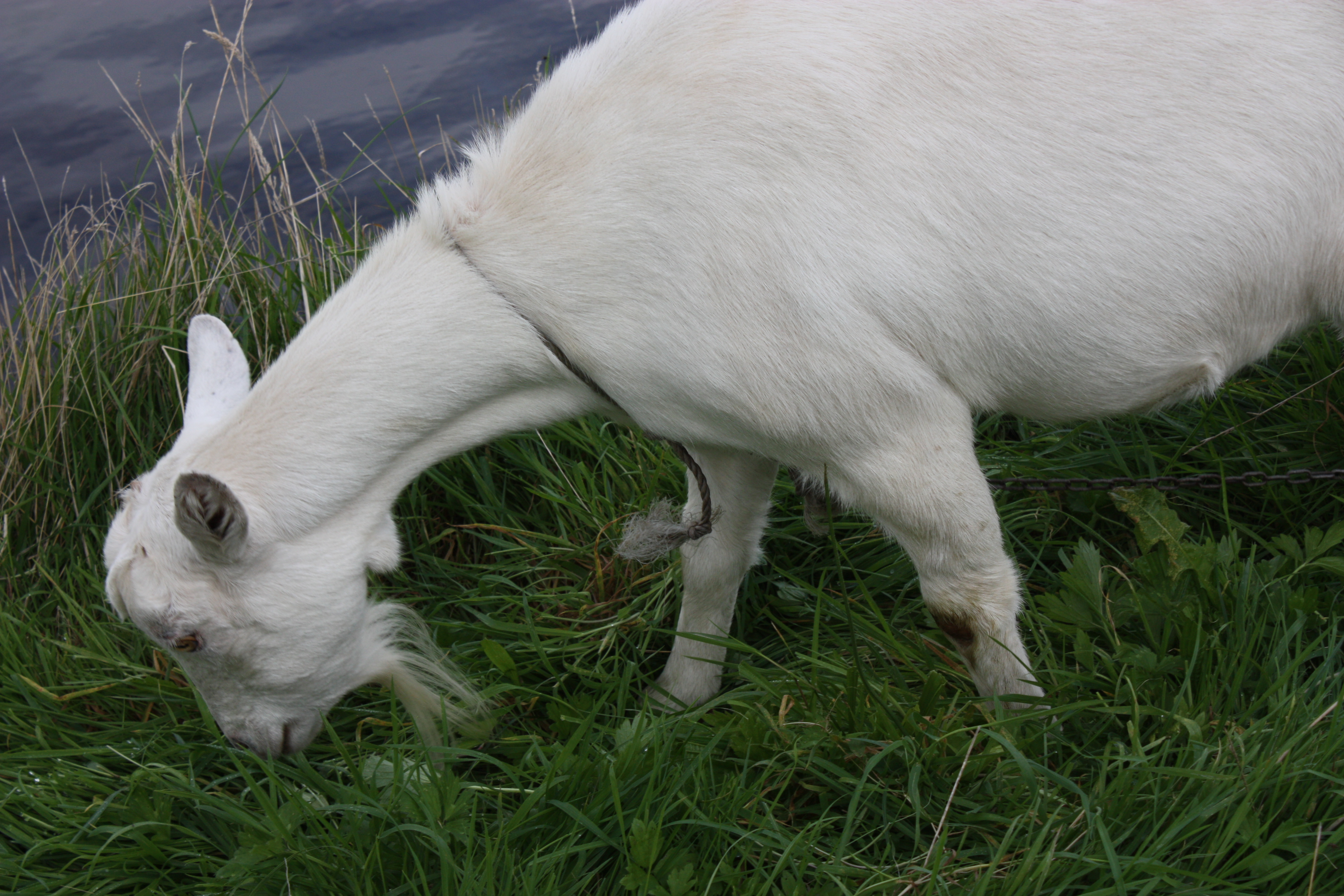
Коза на пасовищі

Кози більшою мірою, ніж вівці, ефективно використовують пасовища, поїдають велику кількість різноманітних рослин. Але не можна випасати кіз вранці, коли випадає роса. Не можна пасти кіз у негоду, за ожеледиці, при густому тумані та вітрі зі снігом. Завдяки їх високій рухливості і здатності лазити по крутосхилах кози пасуться на таких ділянках, які недоступні вівцям, великій рогатій худобі. Кози добре поїдають гілковий корм чагарників і дерев, тому при випасанні їх без догляду вони можуть причиняти шкоду садам, насадженням дерев.
У стійловий період середня добова потреба кіз у кормах може бути наступною:
- сіно 1,5 (приблизно 0,6 корм. од.);
- силос 1,0 кг (приблизно 0,2 корм. од.);
- коренебульбоплоди 1 кг (приблизно 0,14 корм. од.);
- концентрати 0,4 кг (приблизно 0,6 корм. од.);
- сіль кухонна 13 г;
- крейда 9 г.

При випасанні на вологих і заболочених пасовищах кози можуть вражатися інвазіями. В Україні, Білорусі, Росії розводять понад 30 порід кіз. Найпопулярніші швейцарські молочні породи — зааненська і тоггенбурзька.

## Види

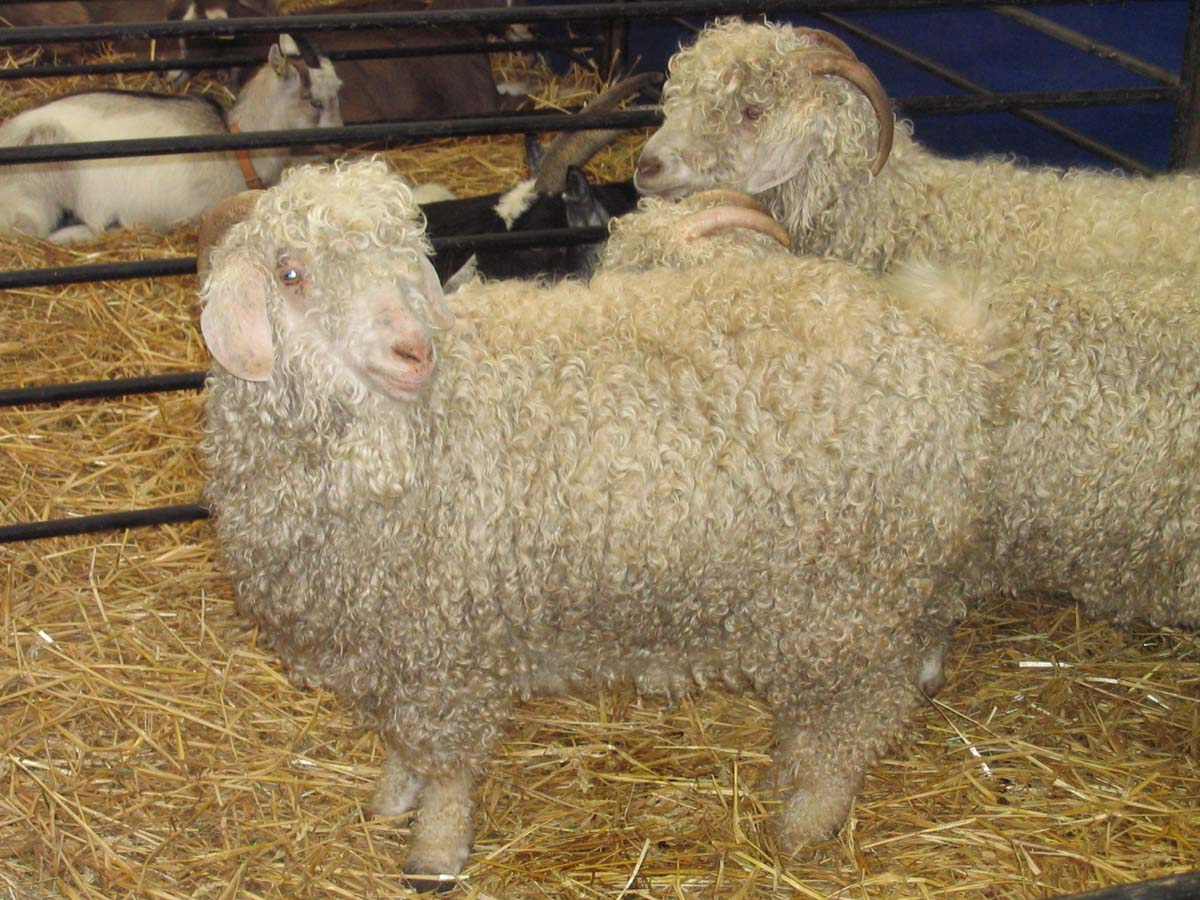
Ангорська коза

Виділяють такі основні напрями козівництва:
- молочне; породи:
  - зааненська;
  - тоггенбурзька;
  - мегрельська;
  - нижньоновгородська;
  - реґіональні популяції.
- пухове; породи:
  - оренбурзька;
  - придонська;
  - гірськоалтайська.
- вовнове; породи:
  - ангорська;
  - радянська вовнова.
- молочно-м'ясне.
- комбіноване.

## В Україні

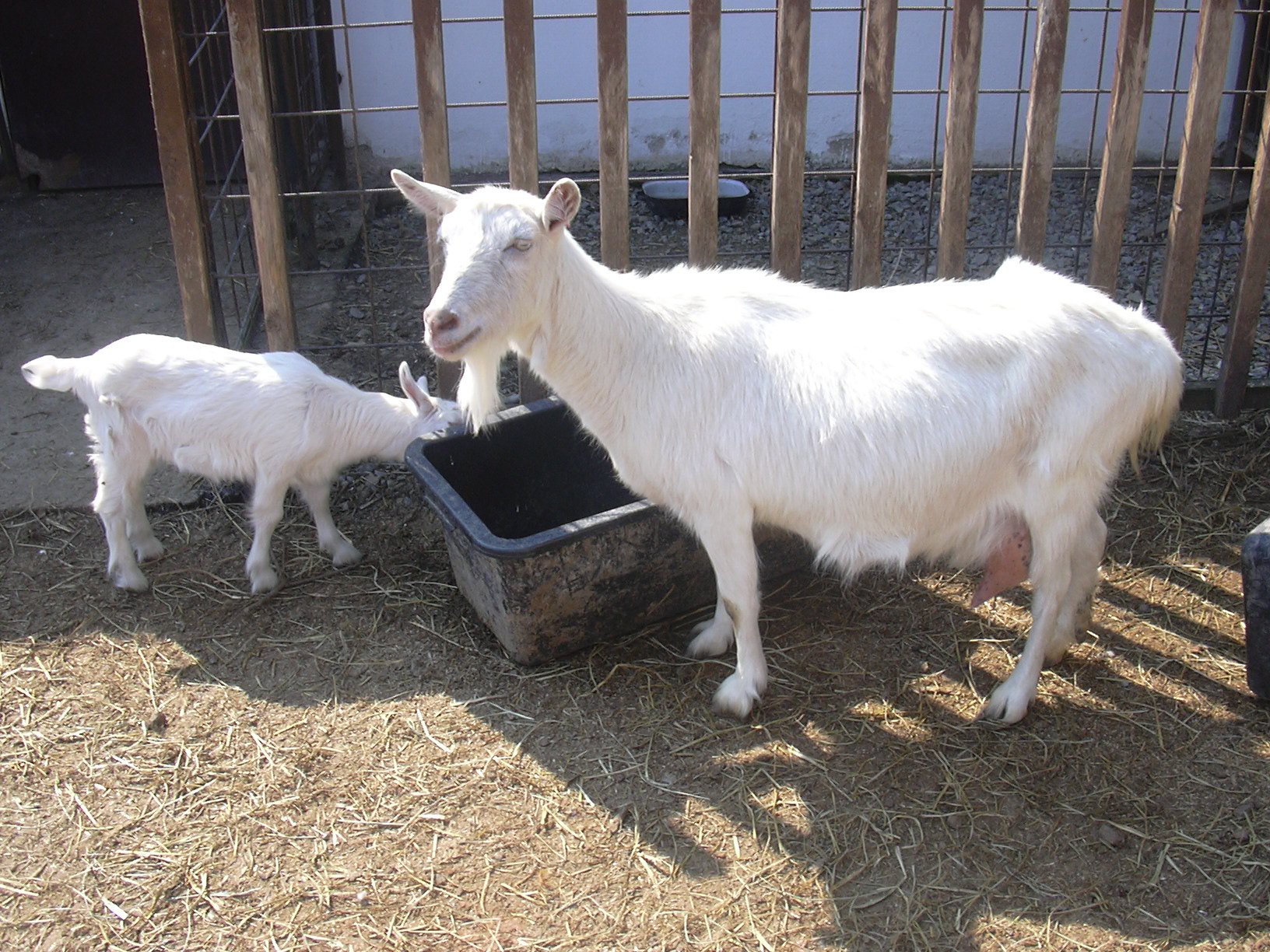
Коза з козеням

В Україні кіз розводять, головним чином, у присадибних господарствах. Найбільша чисельність кіз у Закарпатті, Одеській, Івано-Франківській, Полтавській областях. Поголів'я кіз становить 350—450 тисяч. Козівництво є допоміжною галуззю. На сьогодні в Україні нема племінних господарств, не ведеться науково-дослідна робота з козами, а козівництво як предмет читається тільки в Харківській зооветеринарній академії. У господарстві «Прогрес» Черкаської області є єдина козоферма, куди у 1987 році було завезено 117 кіз зааненської породи з Чехії, а в Лохвицькому районі Полтавської області в господарстві ім. Кірова традиційно розводять кіз і реалізують племінний молодняк з 5-місячного віку.
Нагальні проблеми козівництва в Україні такі:
1. створити структуру племінної служби і племінних заводів;
2. удосконалити систему племінного обліку;
3. мати на зооінженерних факультетах аграрних вищих навчальних закладів спеціалізацію з козівництва.

## Продукція
- Молоко кіз — це смачний, поживний і цінний продукт харчування для людей різного віку. Воно відзначається високим вмістом альбумінів, казеїну, мінеральних солей (фосфору, кобальту), вітамінів (А, В1, С та Д). Білок, жир і лактоза козячого молока легко засвоюються. Жир козячого молока має дрібні кульки, що розповсюджені по всій масі молока, і легко всмоктується стінками травного тракту. Особливо цінне козяче молоко для хворих, ослаблених дітей. Ним лікують базедову хворобу. Систематичне споживання козячого молока продовжує життєдіяльність людини. З козячого молока виготовляють сири (рокфорт, швейцарський, курт, бринзу та інші), масло, молочнокислі продукти (айран, мацоні, кисле молоко тощо).
- М'ясо кіз за смаковими якостями не має аналогів, а за поживністю і корисністю набагато перевищує яловичину і свинину. Дуже корисний козячий жир, який відкладається у них на внутрішніх органах. Він легко відділяється і плавиться при перетоплюванні. Жир використовується як лікувальний засіб при застудах, захворюваннях.
- Пух кіз цінний, особливо для виготовлення хусток (оренбурзьких). Однорідна вовна кіз (магер) широко використовується для виробництва плюшу, оксамиту, вельвету, велюру. Окрім того, її використовують для виготовлення килимів, штучного хутра, технічних і драпувальних тканин. З грубої вовни кіз виготовляють щітки, мотузки, пензлі тощо.
- Шкури кіз використовують для виготовлення сап'яну, шагреневої шкіри, шевро. Його виготовляють зі шкур молочних кіз. Шкури кіз використовують при виготовленні костюмів для космонавтів, модельного взуття, шкіряних пальто, для оббивки дорогих меблів, кімнат, для виготовлення прикрас. Осінні шкури кіз використовують для виготовлення хутрової сировини, з якої виготовляють шуби, кожухи, манто.